# The Last Nightingale
The Last Nightingale es un álbum de varios artistas grabado y lanzado en 1984 para recaudar fondos para los mineros del carbón en huelga en la huelga de mineros del Reino Unido de 1984-1985. Cuenta con Chris Cutler, Tim Hodgkinson y Lindsay Cooper del grupo inglés de avant-rock Henry Cow, el cantante y músico Robert Wyatt y el poeta Adrian Mitchell. La portada fue realizada por el dibujante y caricaturista británico Ralph Steadman.
Todo el dinero recaudado con la venta del disco, menos los costos de fabricación, se entregó al Fondo de Huelga de Mineros. Los artistas, el estudio, la compañía discográfica y los distribuidores renunciaron a sus tarifas.

## Antecedentes
El proyecto fue iniciado por Chris Cutler de Henry Cow, quien contrató los servicios de los exmiembros de la banda Tim Hodgkinson y Lindsay Cooper. También se incluyó a Robert Wyatt, que había actuado con Henry Cow en varias ocasiones, y Bill Gilonis, que era de la banda actual de Hodgkinson en ese momento, The Work.
El álbum, un EP de 12 pulgadas, fue grabado en los estudios Cold Storage de Hodgkinson en Brixton, Londres, y fue lanzado en el sello discográfico independiente Recommended Records de Cutler.

## Grabación
«Moments of Delight» e «In the Dark Year» son dos canciones compuestas para este álbum por Tim Hodgkinson y Lindsay Cooper respectivamente, con textos de Chris Cutler. Fueron interpretados por Cooper, Hodgkinson, Cutler y Bill Gilonis, con Robert Wyatt cantando, y se grabaron del 29 al 31 de octubre de 1984 en Cold Storage.
«Back in the Playground Blues» y «On the Beach at Cambridge» son dos poemas de Adrian Mitchell de su libro On the Beach at Cambridge: New Poems (1984). Mitchell recita los poemas, que fueron grabados el 21 de octubre de 1984 en Cold Storage.
«Bittern Storm Revisited» es un remix de «Bittern Storm over Ülm» de Henry Cow de su álbum de 1974, Unrest. Fue remezclado en 1984 en Cold Storage.

## Recepción
Eugene Chadbourne, en una reseña del álbum en AllMusic, lo calificó como un «lanzamiento producido por expertos». Dijo que atraerá a los fanes de Henry Cow, quienes también podrían quejarse de la brevedad del EP. Chadbourne comentó que «todo pasa muy rápido» y lo comparó con «una tarjeta de felicitación con algún verso inspirado garabateado».

## Listado de pistas
| Lado uno |                                           |                                            |          |  |
| N.º      | Título                                    | Artista                                    | Duración |  |
| 1.       | «Moments of Delight» (Cutler, Hodgkinson) | Cooper, Cutler, Gilonis, Hodgkinson, Wyatt | 3:01     |  |
| 2.       | «In the Dark Year» (Cutler, Cooper)       | Cooper, Cutler, Gilonis, Hodgkinson, Wyatt | 3:44     |  |

| Lado dos |                                           |                             |          |  |
| N.º      | Título                                    | Artista                     | Duración |  |
| 3.       | «Back in the Playground Blues» (Mitchell) | Poema recitado por Mitchell | 1:49     |  |
| 4.       | «Bittern Storm Revisited» (Frith)         | Henry Cow                   | 2:16     |  |
| 5.       | «On the Beach at Cambridge» (Mitchell)    | Poema recitado por Mitchell | 4:22     |  |

## Personal
- Chris Cutler (pistas 1,2,4) - batería
- Bill Gilonis (pistas 1,2) - guitarra, bajo
- Lindsay Cooper (pistas 1,2,4) - piano, piano eléctrico, saxofón sopranino, fagot
- Tim Hodgkinson (pistas 1,2,4) – piano, piano eléctrico, sintetizador Moog, barítono y saxofón alto
- John Greaves (pista 4) - bajo
- Fred Frith (pista 4) - guitarra
- Robert Wyatt (pistas 1,2) - voz
- Adrian Mitchell (pistas 3,5) - voz hablada

### Obra sonora y artística
- Tim Hodgkinson - ingeniero
- Bill Gilonis - ingeniero
- Ralph Steadman - portada
- Graham Keatley - contraportada
- Peter Blegvad - sellos EP